# Jan-Wellem-Reiterdenkmal

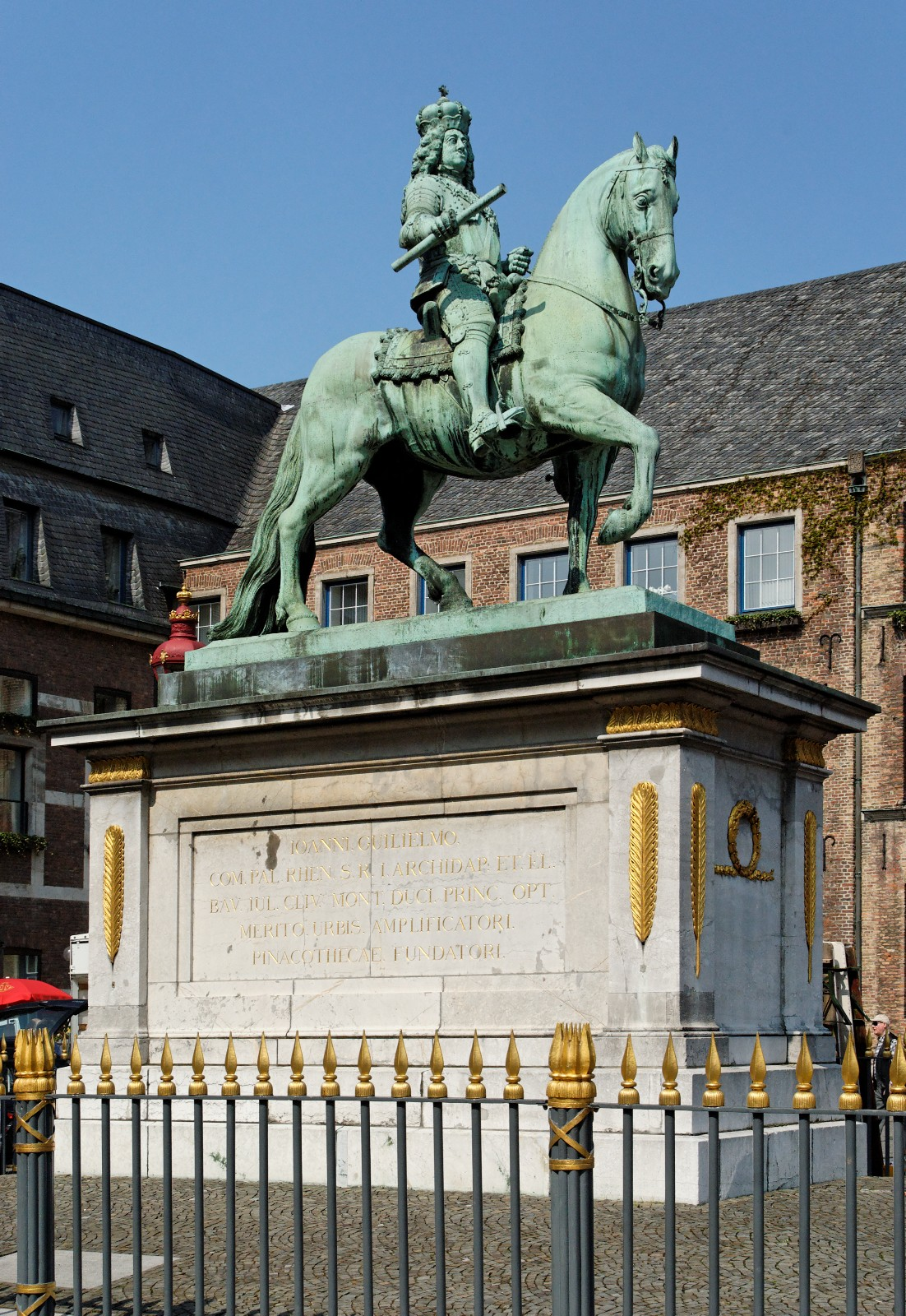
Jan-Wellem-Reiterstandbild

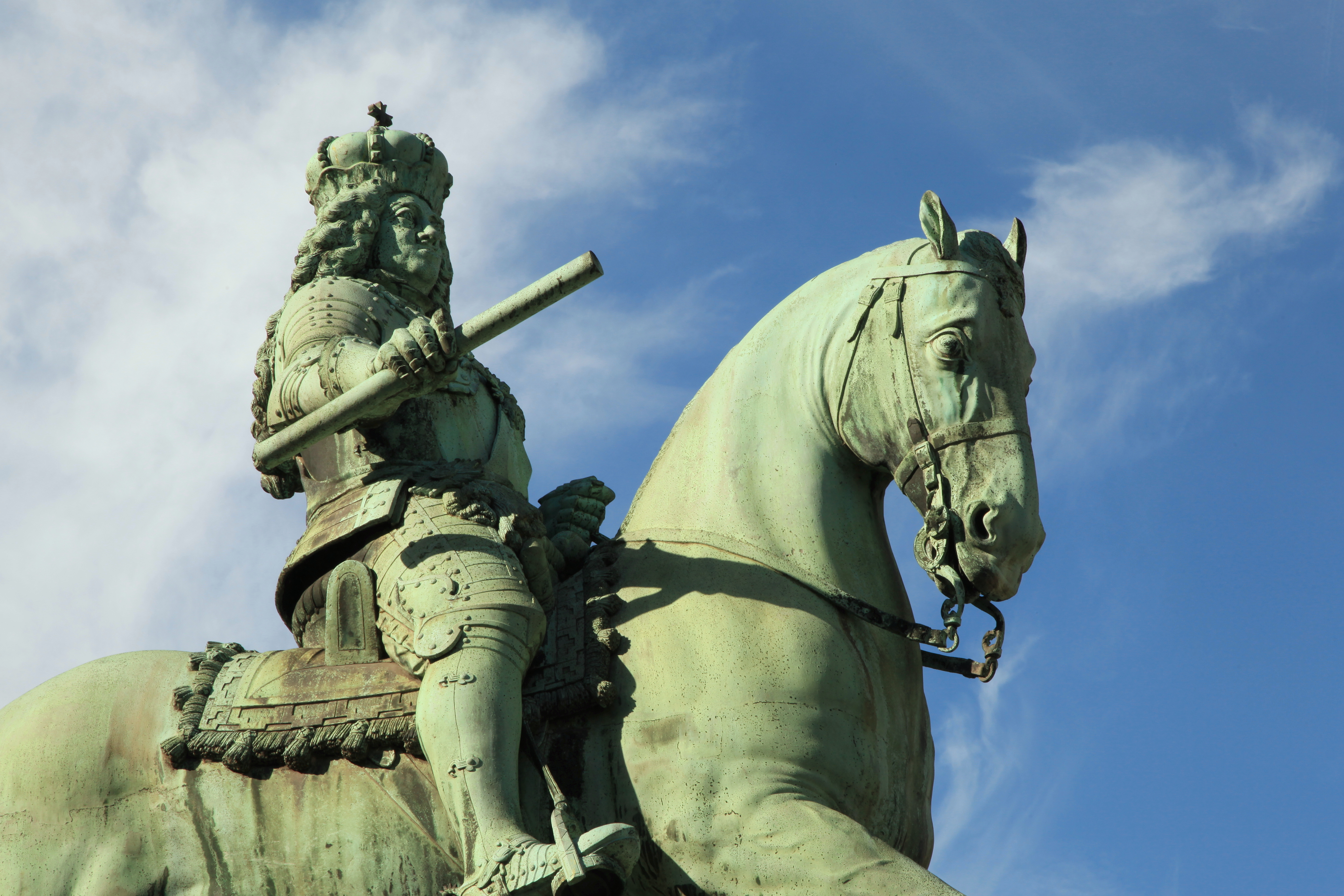
Reiterstandbild, Detail

Das Jan-Wellem-Reiterdenkmal auf dem Marktplatz im Düsseldorfer Stadtteil Altstadt wurde von dem italienisch-flämischen Bildhauer Gabriel Grupello im Jahre 1703 begonnen und im Jahre 1711 aufgestellt. Das barocke Reiterstandbild stellt Johann Wilhelm von Pfalz-Neuburg dar, den Kurfürsten von der Pfalz und Herzog von Jülich-Berg, von den seinerzeit Niederfränkisch sprechenden Düsseldorfern Jan Wellem genannt. Die Plastik, die Grupello im Auftrag seines kurfürstlichen Dienstherrn schuf, ist heute eines der Wahrzeichen Düsseldorfs.

## Beschreibung

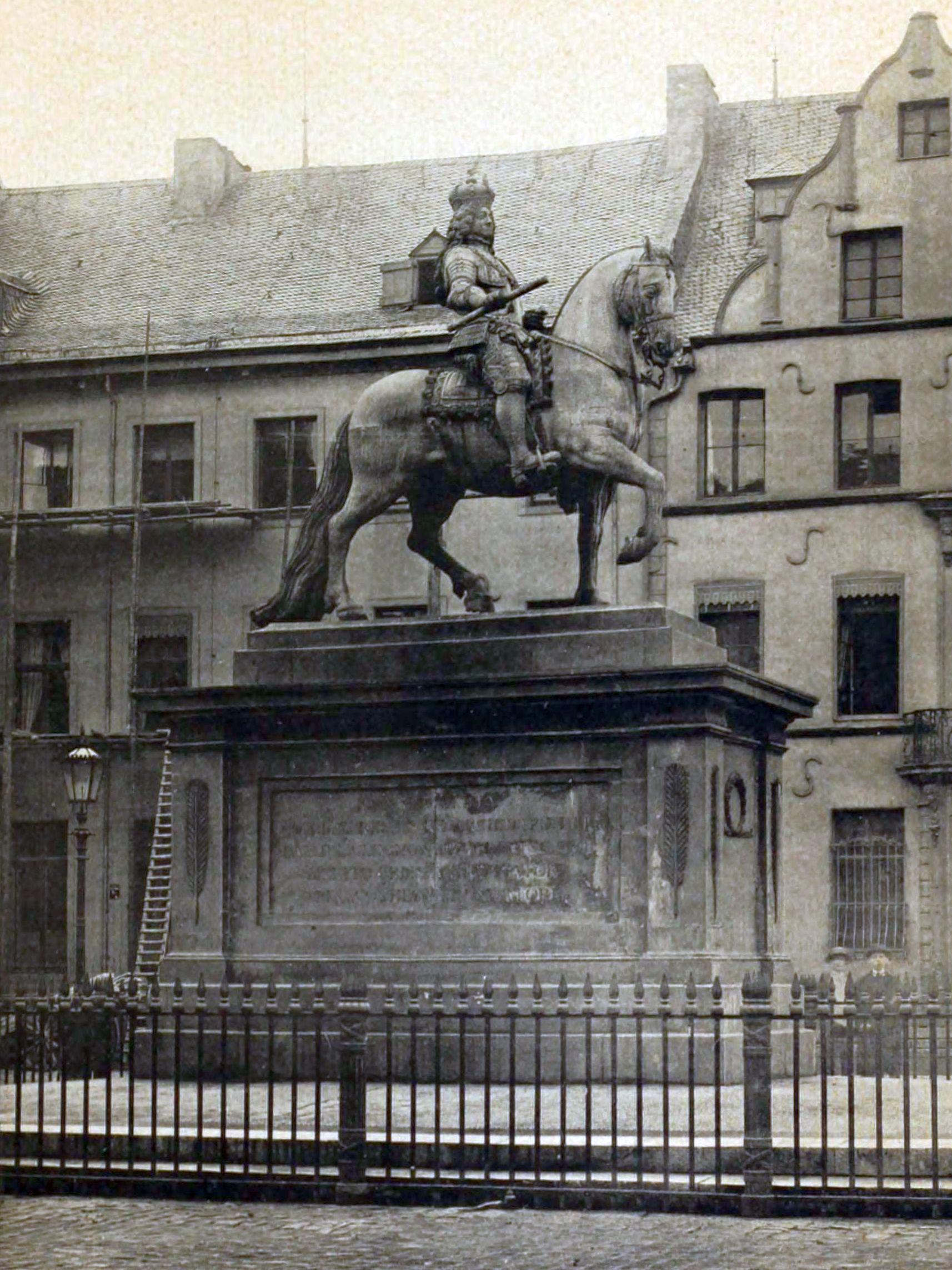
Reiterdenkmal vor den Häusern Marktplatz 6 und 7, 1896

Die Reiterstatue zeigt den Landesherrn in voller Rüstung, mit Kurhut, Ordenskette und Marschallstab, in gerader Haltung auf dem trabenden Pferd sitzend.
Die grün patinierte Plastik wurde im Gießhaus, dem späteren Theater am Marktplatz, in Bronze gegossen. Nach dem ursprünglichen Entwurf Grupellos war ein wesentlich höherer Sockel geplant. Den Sockel sollten dabei auf allen vier Seiten Allegorien schmücken, die Plastiken von Löwen, welche jeweils ein Laster – Geiz, Hochmut, Neid und Unmäßigkeit – niederwerfen. Die Modelle der Löwen waren bereits fertiggestellt, doch der Guss wurde nicht mehr umgesetzt. Statt der ursprünglich geplanten Prachtanlage, deren Zeichnung im historischen Museum zu sehen war, entstand lediglich ein einfacher Sockel, der 1830 durch einen klassizistischen Granitsockel des Bildhauers Kramberger ersetzt wurde. Den neu erschaffenen Sockel dekorieren vergoldete bronzene Palmenzweige und Lorbeerkränze. Größere Inschriftentafeln mit Widmung und Datum finden sich auf den Breitseiten des Sockels. Eingezäunt wird die Denkmalanlage durch ein klassizistisches Lanzengitter mit Lanzenbündeln als Pfosten.

„[...] und ganz in der Nähe auf dem Markt steht eins der schönsten Reiterdenkmäler Deutschlands und eins der schönsten der Welt überhaupt. Das ist der berühmte ‚Jan Wellem‘, der Kurfürst Johann Wilhelm von Gabriel Grupiello.“

Inschriften (Stand 18. Juni 2023):
- auf der linken, d. h. dem Platz abgewandten Seite des Sockels:

IOANNI. GUILIELMO. | COM. PAL. RHEN. S. R. I. ARCHIDAP. ET. EL. | BAV. IUL. CLIV. MONT. DUCI. PRINC. OPT. | MERITO. URBIS. AMPLIFICATORI. | PINACOTHECAE. FUNDATORI.
- auf der rechten Seite des Sockels:

POSUIT.GRATA.CIVITAS. | MDCCXI. | BASIS.INSTAURATA. | MDCCCXXXI.
- auf einer Bodentafel (in Versalien) links neben dem Objekt innerhalb des eingezäunten Bereichs, deren zweite Hälfte eine deutsche Übersetzung der beiden Seiteninschriften darstellt:

„Jan-Wellem-Denkmal“ | Barockes Reiterstandbild | Kurfürst Johann Wilhelm von der Pfalz, 1658–1716 | Künstler: | Gabriel de Grupello, 1644–1730 | Klassizistischer Sockel: | Adolf von Vagedes, 1777–1842 |
„Johann Wilhelm, dem Pfalzgrafen bei Rhein, des Heiligen Römischen Reiches Erztruchsess und Kurfürst, dem Herzog in Bayern, Kleve und Berg, dem hochverdienten Fürsten, dem Erweiterer der Stadt, dem Gründer der Gemäldegalerie. | Gesetzt durch die dankbare Bürgerschaft 1711 | Der Sockel wurde geschaffen 1831“